# 高野史男
高野 史男（たかの ふみお、1917年 - 2002年）は、日本の地理学者。専門は、地誌学・都市地理学。学位は、理学博士。

## 経歴
千葉市に生まれ、千葉女子師範学校附属小学校（千葉大学教育学部附属小学校の前身）、千葉県立千葉中学校（千葉県立千葉中学校・高等学校の前身）を経て、東京高等師範学校文科四部（地歴）で地理を専攻した。卒業後、岡山県師範学校で教職に就いたが、後に休職して東京文理科大学地学科に入学して地理学を専攻した。卒業後は特別研究生となり、その後、長野師範学校、それが移行した信州大学教育学部、愛知学芸大学で教鞭を執った。1961年には、「都市圏パターンに関する地域構造論的研究」により、東京教育大学から理学博士の学位を取得。1971年に東京教育大学理学部地理学教室へ移り、筑波大学への移行を経て、1980年に筑波大学を定年退官するまで、おもに地誌学や都市地理学を講じた。筑波大学退官後は、立正大学教授となり、1987年まで在職した。
高野は、木内信蔵、山鹿誠次、清水馨八郎、田辺健一、稲永幸男、服部銈二郎らとともに、日本の都市化研究の全盛期をもたらしたと評されている。

## 主な著書

### 単著
- 郷土の研究：しらべ方とその整理 社会科、古今書院、1950年
- 都市形成の地理的基盤、大明堂、1980年

### 編著
- 都市形成の地理的基盤、大明堂、1980年
- 韓国済州島：日韓をむすぶ東シナ海の要石、中央公論社（中公新書）、1996年[6]

### 共編著
- （伊藤郷平との共編）社会の発展と地理学、大明堂、1971年
- （田辺健一、二神弘との共編著）都心再開発、古今書院、1977年
- （山本正三、正井泰夫との共編著）日本の生活風土 I・II、朝倉書店、1978年
- （山本正三、正井泰夫、太田勇、高橋伸夫との共編著）世界の大都市 上・下、大明堂 1979年